# Chiara Lossani
Chiara Lossani (7 maggio 1954) è una scrittrice italiana, fondatrice de "La Biblioteca delle storie infinite".

## Romanzi

### Pubblicati in Italia
- Il viaggio di Abar e Babir, Arka, 1995
- I segreti di Jakim, Scolastiche Bruno Mondadori, 1999
- Stregata da un pitone, Giunti Junior, 2004
- Una torre contro il cielo, Paoline editoriale libri, 2005
- Tre primavere al castello, BUR, 2006. ISBN 978-88-17-03655-9
- XXL. Taglia extralarge, Paoline editoriale libri, 2006
- La nascita delle stagioni. Il mito di Demetra e Persefone, Arka, 2006
- All'ombra della pagoda d'oro. Tra i bambini di strada in Birmania, Rizzoli, 2008
- Vincent Van Gogh e i colori del vento, Arka, 2010. ISBN 978-88-8072-194-9
- Sciopero in famiglia, Giunti Junior, 2011
- Arianna e Teseo. Un fragile filo d'amore, Arka, 2011
- Gandhi. Un pugno di sale, Pratibianchi, 2013
- Quel genio di Michelangelo, Arka, 2014
- Le ribelli di Challant, Rizzoli, 2014. ISBN 978-88-17-07280-9
- La piccola cuoca di Leonardo, Medusa 2020

### Pubblicati all'estero
- Vincent van Gogh and the Colors of the Wind, Eerdmans Books for Young Readers, 2011